# Красне (заповідне урочище, Турківський район)
Кра́сне — заповідне урочище місцевого значення в Україні. Розташована в межах Турківського району Львівської області, на північний схід від села Красне. 
Площа 20 га. Заснована рішенням Львівської облради від 9.10.1984 року, № 495. Перебуває у віданні ДП «Боринський лісгосп» (Мохнатське лісництво, кв. 8). 
Статус надано з метою збереження високопродуктивних насаджень смереки. Заповідне урочище розташоване при південно-західних схилах хребта Довжки, що в масиві Сколівські Бескиди.